# Tigres Rugby Club
Tigres Rugby Club es una institución deportiva argentina de rugby masculino, hockey sobre césped femenino  y tenis con sede en la localidad de San Lorenzo, en la Provincia de Salta.Como equipo de rugby es miembro de la Unión de Rugby de Salta y disputa anualmente el torneo provincial.

## Historia

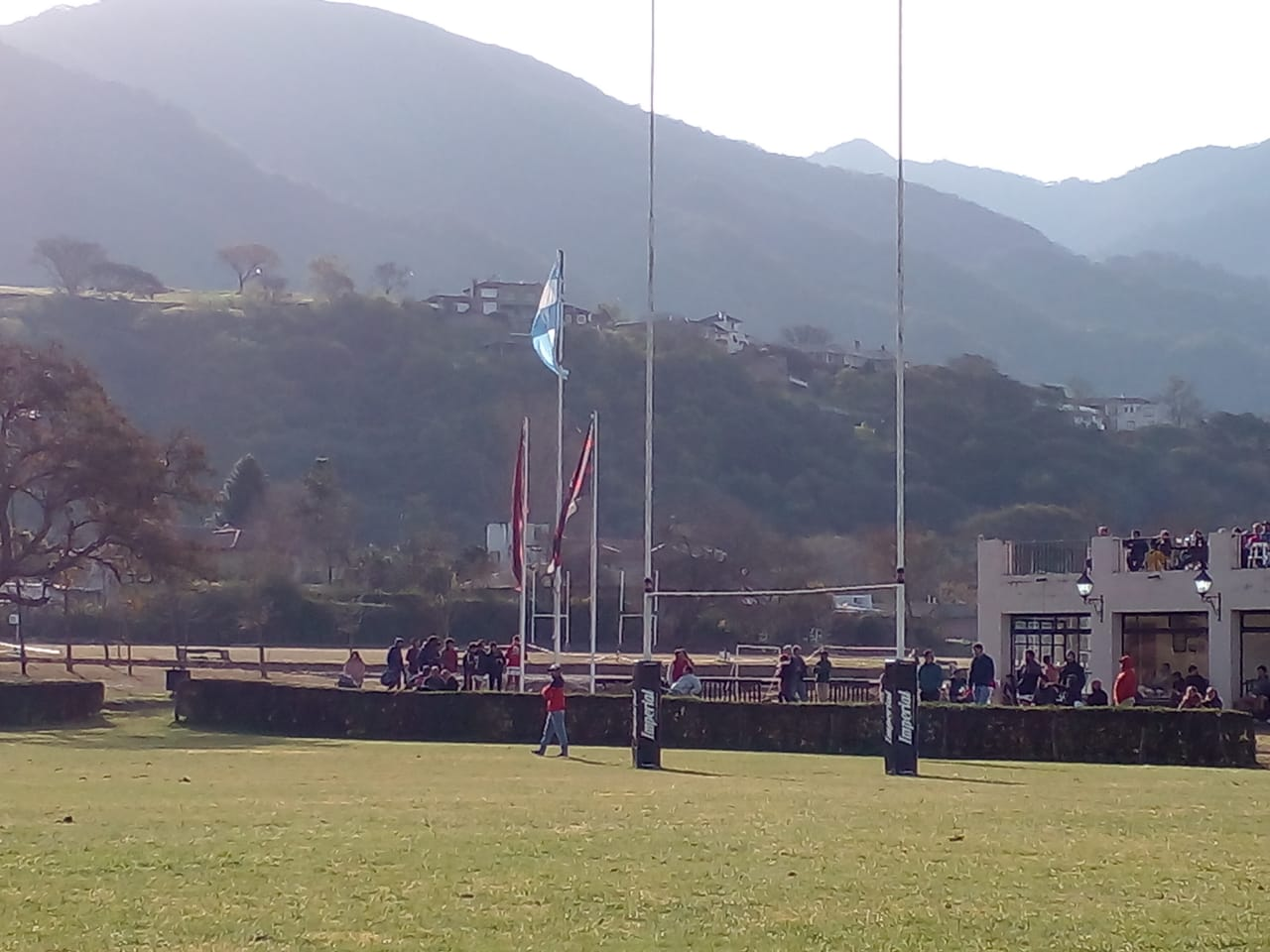
Cancha principal y edificio de administración.

El club se creó tras una separación por diferencias entre dirigentes del Jockey Club. Tuvo como primera sede los terrenos de la Universidad Católica de Salta y se trasladó a San Lorenzo en 1993.
Los jugadores más destacados que tuvo en el pasado son: Martín Pfister, quien hizo las juveniles, se retiró en el club y llegó a representar a los Pumas. Puma #502 Agustin "Agu" Ellero, Pumita, capitan y figura del club.Federico "Topo" Salazar, Pumita, referente que logró el primer titulo y 2° ascenso del club. Ramiro "Negro" Chavez, Pumas 7´s, apertura durante muchos años y colaborador de juveniles. Alejandro "Goofy" Alemán, Pumas 7's, se retiró de la actividad en 2024 luego de jugar casi 20 años en plantel superior. Mariano "Mabel" Rojo, histórico jugador y muchas veces capitán del plantel superior, gran referente, disputó el primer regional que participó el club (2003) y jugó en forma casi ininterrumpida desde entonces hasta el histórico campeonato y 2° ascenso de 2025 como pilar izquierdo.
El 5 de julio de 2025, al empatar con Jockey Club de Salta, en la ultima jugada, obtuvo su primer titulo oficial, al coronarse campeón de la Liga Norte Grande, obteniendo el ascenso al Torneo Regional A Noroeste 2025 como único representante salteño, dirigidos por Mariano Huber (HC).
Actualmente los jugadores Tomás Elizalde  integrante de los Pumas 7s hasta el 4 de abril de 2025, ( 75 partido jugados y 11 tries anotados), Benjamín Elizalde(Puma #897) y Pedro Coll (integrantes de Los Pumitas, medalla de bronce U20 -2025) son los jugadores más destacados y reconocidos de Tigres Rugby Club.

## Instalaciones
El club tuvo un notable crecimiento en la úlltima década, tanto en la cantidad de nuevos socios como por la infraestructura. El club es propietario de un terreno sede estando en gestion  un anexo; ambos en San Lorenzo. 
En la sede están ubicadas 3 canchas de rugby para primera división y juveniles, 2 canchas oficiales  de hockey, canchas para las divisiones de rugby  infantil, 1 cancha de tenis, oficina de administración; gimnasio, cantina y quincho del club..